# Liste von Klöstern der Magdalenerinnen
Die Liste enthält Klöster der Magdalenerinnen, der Schwestern vom Orden der heiligen Maria Magdalena zur Buße (Ordo Sanctae Mariae Magdalenae de poenitentia). Die Magdalenerinnen wurden auch Reuerinnen oder Büßerinnen (Sorores poenitentes) genannt, wegen ihrer weißen Ordenstracht im Volksmund auch Weißfrauen. Der Orden wurde 1226/1227 gegründet. Vor allem gegen Ende des 13. Jahrhunderts schlossen sich mehrere Konvente anderen Ordensgemeinschaften an.

## Deutschland
| Weißfrauenkloster Aachen                                                          | Mitte des 13. Jahrhunderts bis 1729, dann Coelestinerinnen bis 1802, seit 1848 Schwestern vom armen Kinde Jesu                                                                                              |
| Marien-Magdalenenkloster Altenburg                                                | um 1250 bis zur Auflösung infolge der Reformation 1538 |
| Kloster der Pönitenzschwestern (Weißfrauenkloster) Bad Langensalza                | 1325 in Merxleben gegründet, ab spätestens 1356 an der Marktkirche, 1546 aufgelöst |
| Kloster der Magdalenenschwestern in Bayreuth                                      | 1991 von polnischen Magdalenerinnen (Magdalenki) gegründet |
| Kloster Cronschwitz                                                               | 1238 gestiftet, Übernahme der Gewohnheiten der Dominikanerinnen und wahrscheinlich Übergang zum Orden der Dominikanerinnen                                                                                  |
| Maria-Magdalenen-Kloster in Einbeck                                               | Anfang des 14. Jahrhunderts gegründet, nach Einführung der Reformation im 16. Jahrhundert erloschen |
| Reuerinnenkloster Engelthal bei Nürnberg                                          | 1240 von aus Nürnberg vertriebenen Magdalenerinnen eröffnet, 1248 Übertritt zu den Dominikanerinnen, 1565 infolge der Reformation aufgelöst                                                                 |
| Ursulinenkloster Erfurt                                                           | zunächst ab 1136 Augustinerinnen, ab den 1220er-Jahren bis zur Auflösung im 16. Jahrhundert Magdalenenerinnen-/Weißfrauenkloster, seit 1667 Ursulinen                                                       |
| Magdalenerinnen-Niederlassung Erfurt                                              | seit 2009 polnische Magdalenerinnen (Magdalenki), im Priesterseminar Erfurt |
| Weißfrauenkloster Frankfurt am Main                                               | 1228–1540 |
| Magdalenerinnen-Niederlassung in Frankfurt am Main                                | seit 1995, im Claretiner-Seminar |
| Magdalenerinnenkloster Freiberg                                                   | 1248–1536 oder 1568 |
| Reuerinnen-Kloster Freiburg im Breisgau                                           | gegründet nach 1228, bestand 1250 |
| Magdalenerinnenkloster Goslar auf dem Frankenberg                                 | 1229 oder 1234/1235–1568, dann bis 1955 lutherisches Frauenstift |
| Reuerinnenkloster Großenhain                                                      | vor 1240–1539 |
| Magdalenerinnenkloster Hildesheim                                                 | 1224 bis zur Säkularisation 1810 |
| Kloster Mariae Magdalenae in Magdeburg                                            | gegründet um 1230, später Kloster der Augustiner-Eremenitinnen; 1524 evangelisch, im Lauf des 16. Jahrhunderts ausgestorben                                                                                 |
| Weißfrauenkloster Mainz, Kloster Neumünster am Tiermarkt/Schillerplatz            | Gründung 1252, ab 1291/1295 zu den Zisterzienserinnen übergetreten, 1802 aufgelöst |
| Magdalenerinnen-Kloster Malchow                                                   | 1298 von Röbel Neustadt nach Malchow verlegt, im 15. Jahrhundert zisterziensisch, ab 1578 evangelisches adliges Damenstift, 1920 aufgehoben                                                                 |
| Magdalenerinnenkloster Mühlhausen (Thüringen)                                     | gegründet kurz nach 1227 |
| Magdalenerinnenniederlassung in Neuhausen im Schwarzwald                          | gegründet vor 1274, vor 1290 zum Klarissenorden übergetreten, 1305 nach Überfällen nach Villingen übergesiedelt                                                                                             |
| Magdalenerinnenkloster Nürnberg                                                   | gegründet bald nach 1224 an der St.-Magdalena-Kapelle, 1279 Übertritt auf päpstliche Weisung zum Klarissenorden, 1591 als Folge der Reformation ausgestorben                                                |
| Magdalenerinnenkloster in Prenzlau, auch Sabinenkloster an der Kirche St. Sabinus | gegründet vor 1250, ab 1291 Benediktinerinnen, aufgelöst mit der Reformation 1543 |
| Büßerinnenkloster Regensburg                                                      | gegründet 1228 durch Rudolf von Worms, 1286 schloss sich der Konvent den Klarissen an, 1974 aufgelöst |
| Magdalerinnenkloster Reinbek                                                      | vor 1229 gegründet, später zisterziensisch |
| Magdalenerinnenkloster Röbel/Müritz, Neustadt                                     | gegründet vor 1274, 1286 bis 1296 Außenvertretung und seelsorgliche Betreuung (cura monialium) durch Dominikaner; 1298 von Fürst Nikolaus II. nach Malchow verlegt                                          |
| Kloster der Magdalenerinnen Seyboldsdorf                                          | 1952 von Schwestern besiedelt, die 1945 aus dem Kloster Lauban vertrieben wurden und zunächst in Obernzell bei Passau und ab 1947 in Rotthalmünster untergekommen waren, 2004 wegen Überalterung aufgegeben |
| Weißfrauenkloster St. Maria Magdalena oder St. Johannes in Siegen                 | gegründet vor 1288, im 14. Jahrhundert ausgestorben |
| Madgalenerinnenkloster Speyer                                                     | gegründet nach 1228, ab 1308 Dominikanerinnen |
| Trier                                                                             | vor 1225 nach der Augustinerregel gegründet?? - Kloster St. Barbara, ab 1272 in Dominikanerinnenkonvent umgewandelt?; oder: 1453 bis 1802 Klarissen?                                                        |
| Worms                                                                             | seit den 1226, erstes Kloster des Ordens, gegründet vom Priester Rudolf von Worms |
| Magdalenerinnenkloster in Würzburg                                                | 1227/1228–1564 Magdalenerinnen, zunächst nach der Zisterzienserinnenregel, ab 1274 nach der Augustinerregel; 1546 ausgestorben, ab 1627 übernahmen Karmeliten den Klosterbau und die Kirche                 |
| Kloster der Magdalenerinnen in Zweibrücken                                        | gegründet 1239, im 15. Jahrhundert ausgestorben |

## Polen (Oberlausitz und Schlesien)
| Schlesien/Polen                                                    | Schlesien/Polen |
| ------------------------------------------------------------------ | --- |
| Magdalenerinnenkloster Beuthen an der Oder (heute Bytom Odrzański) | gegründet 1289, 1314 nach Sprottau verlegt |
| Magdalenerinnenkloster Lauban (heute Lubań)                        | gestiftet 1320, 1945 vertrieben, die Schwestern kamen über Obernzell und Rotthalmünster nach Seyboldsdorf (Vilsbiburg); in Lubań seit 1953 polnische Magdalenerinnen - Magdalenki, Siostry św. Marii Magdaleny od Pokuty |
| Magdalenerinnenkloster Naumburg am Queis (heute Nowogrodziec)      | gegründet vor 1274, 1810 säkularisiert |
| Magdalenerinnenkloster Neisse (heute Nysa)                         | gegründet 1726 im Zuge der Gegenreformation, 1810 säkularisiert |
| Magdalenerinnenkloster Sprottau (heute Szprotawa)                  | 1314 als Ersatz für das Kloster in Beuthen gegründet, 1810 säkularisiert |

## Frankreich, Schweiz, Italien, Spanien
| Frankreich, Schweiz, Italien, Spanien | Frankreich, Schweiz, Italien, Spanien                                                                                                |
| ------------------------------------- | --- |
| Bordeaux                              | gegründet 1618 |
| Marseille                             | gegründet um 1277 |
| Metz                                  | seit den 1220er-Jahren? |
| Neapel                                | gegründet 1324 |
| Paris                                 | gegründet 1492; Gründung des Hauses der „Madelonettes von Paris“ durch P. Athanasius Molé, in der Französischen Revolution aufgelöst |
| Rom                                   | gegründet 1520 |
| Sevilla                               | gegründet 1550 |
| Straßburg                             | gegründet nach 1228 |